# Dean Anastasiadis
Dean Anastasiadis (in greco Δημήτριος Αναστασιάδης?; Melbourne, 6 giugno 1970) è un ex calciatore australiano, di ruolo portiere.

## Biografia
È fratello di John Anastasiadis, anch'egli ex calciatore.

## Carriera

### Club
Ha cominciato a giocare nell'Heidelberg Utd. Nel 1990 ha militato nello Yarraville. Nel 1991 è passato al Fawkner Blues. Nel 1992 è stato acquistato dal South Melbourne. Nel 1995 è passato al Port Melbourne. Nel 1996 è tornato al South Melbourne, per poi trasferirsi al Collingwood Warriors. Nel 1997 è stato acquistato dal Carlton. Nel 2001 ha firmato un contratto con il Wollongong Wolves. Nel 2002 è passato al South Melbourne. Nel 2004 ha militato nell'Essendon Royals. Nel 2005 è tornato al South Melbourne. Nel 2009 si è trasferito all'Oakleigh Cannons. Dopo due anni e mezzo di inattività, nel gennaio 2012 è stato ingaggiato dal South Springvale, con cui ha concluso la propria carriera nello stesso anno.

### Nazionale
Ha debuttato in Nazionale l'8 luglio 2002, in Australia-Nuova Caledonia (11-0). Ha partecipato, con la Nazionale, alla Coppa d'Oceania 2002. Ha collezionato in totale, con la maglia della Nazionale. una presenza.

## Statistiche

### Cronologia presenze e reti in nazionale
| Cronologia completa delle presenze e delle reti in nazionale ― Australia | Cronologia completa delle presenze e delle reti in nazionale ― Australia | Cronologia completa delle presenze e delle reti in nazionale ― Australia | Cronologia completa delle presenze e delle reti in nazionale ― Australia | Cronologia completa delle presenze e delle reti in nazionale ― Australia | Cronologia completa delle presenze e delle reti in nazionale ― Australia | Cronologia completa delle presenze e delle reti in nazionale ― Australia | Cronologia completa delle presenze e delle reti in nazionale ― Australia |
| Data                                                                     | Città                                                                    | In casa                                                                  | Risultato                                                                | Ospiti                                                                   | Competizione                                                             | Reti                                                                     | Note                                                                     |
| ------------------------------------------------------------------------ | ------------------------------------------------------------------------ | ------------------------------------------------------------------------ | ------------------------------------------------------------------------ | ------------------------------------------------------------------------ | ------------------------------------------------------------------------ | ------------------------------------------------------------------------ | ------------------------------------------------------------------------ |
| 8-7-2002                                                                 | Auckland                                                                 | Australia                                                                | 11 – 0                                                                   | Nuova Caledonia                                                          | Coppa d'Oceania 2002 - 1º turno                                          | -                                                                        |                                                                          |
| Totale                                                                   |                                                                          | Presenze                                                                 | 1                                                                        |                                                                          | Reti                                                                     | 0                                                                        |                                                                          |

## Palmarès

### Club

#### Competizioni nazionali
- Campionato australiano di calcio: 1

Wollongong Wolves: 2000-2001
- Coppa d'Australia: 2

South Melbourne: 1995-1996
Collingword Warriors: 1996-1997